# Der Betrieb
Der Betrieb (eigene Schreibweise: DER BETRIEB) ist eine wöchentlich montags erscheinende deutsche Fachzeitschrift für Betriebswirtschaft, Steuerrecht, Wirtschaftsrecht und Arbeitsrecht des Verlags Fachmedien Otto Schmidt KG (Düsseldorf), der zur Verlag Dr. Otto Schmidt KG (Köln) gehört.

## Geschichte
Die erste Ausgabe von Der Betrieb erschien am 8. Januar 1948 als Beilage der Tageszeitung Handelsblatt. Am 27. Juli 1948 trat die Zeitschrift zum ersten Mal als eigenständige Publikation in Erscheinung.
Bis 31. Dezember 2020 erschien die Zeitschrift bei der Handelsblatt Fachmedien GmbH (Düsseldorf), die zur Handelsblatt Media Group (frühere Verlagsgruppe Handelsblatt) gehört. Zum 1. Januar 2021 wechselte die Zeitschrift mit mehreren anderen Titeln der Handelsblatt Fachmedien GmbH zur neu gegründeten Fachmedien Otto Schmidt KG.

## Ausrichtung
Der Betrieb enthält Beiträge und Kommentare zum Steuer-, Wirtschafts-, Arbeits- und Sozialrecht sowie Berichterstattungen über Gesetzesänderungen und Gerichtsentscheidungen.
In der Rubrik „Der Betrieb Standpunkte“ wird monatlich auf acht Seiten ein aktuelles Thema behandelt und kontrovers diskutiert. Viermal jährlich legt Der Betrieb die Zeitschrift BewertungsPraktiker mit praxisorientierten Beiträgen zur Bewertung von Unternehmen und immateriellen Vermögenswerten bei.  Mit seinen redaktionell erstellten Sonderbeilagen widmet sich Der Betrieb regelmäßig Schwerpunktthemen mit einem „Heft im Heft.“
Neben den Printmedien steht den Abonnenten der Zeitschrift eine Online-Datenbank zur Verfügung. Diese beinhaltet u. a. die Heftinhalte seit dem Jahr 1989.
Zudem haben die Abonnenten Zugriff auf zahlreiche Zusatzangebote wie auf das digitale Informationsangebot „DB Steuerrechtsprechung kompakt“, mit aktuellen Urteilsberichten zu Entscheidungen des EuGH, BVerfG, BFH und der Finanzgerichte. Eine Archiv-DVD, ein Seminarprogramm und eine Dossier- sowie Buchreihe komplettieren das Produktportfolio.
Nach Eigenangaben des Verlags richtet sich die Zeitschrift vor allem an Steuerberater, Wirtschaftsprüfer, Rechtsanwälte/Fachanwälte, Fach- und Führungskräfte in den Abteilungen Finanz- und Rechnungswesen sowie an Personal- und Rechtsabteilungen deutscher Wirtschaftsunternehmen und der öffentlichen Verwaltung sowie an Hochschulen, Verbände und Kammern.

## Rezeption
2008 wurde Der Betrieb in der Kategorie „Wissenschaft/RWS“ von der Deutschen Fachpresse als „Fachzeitschrift des Jahres“ ausgezeichnet.